# Boris Tolbast
Boris Tolbast (ur. 27 marca 1922 w Vasknarvie, zm. 24 stycznia 1977 w Tallinnie) – polityk i działacz sportowy Estońskiej SRR.

## Życiorys
W 1940 ukończył technikum elektrotechniczne w Tallinnie, w 1941 był I sekretarzem Komitetu Miejskiego Komsomołu w Tallinie, następnie zastępcą kierownika Wydziału Kadr KC Komsomołu Estonii i do 1944 zastępcą kierownika Wydziału Organizacyjno-Instruktorskiego KC Komsomołu Estonii, w 1944 został przyjęty do WKP(b). Od 4 listopada 1944 do 1945 był II sekretarzem KC Komsomołu Estonii, 1945-1948 słuchaczem Wyższej Szkoły Partyjnej przy KC WKP(b), 1948-1949 sekretarzem rejonowego komitetu Komsomołu Estonii, a 1949-1955 I sekretarzem KC Komsomołu Estonii. Jednocześnie od 25 grudnia 1948 do 17 stycznia 1956 wchodził w skład KC Komunistycznej Partii (bolszewików) Estonii/KPE, od 15 lutego 1954 do 17 stycznia 1956 był zastępcą członka Biura Politycznego KC KPE, 1955-1961 przewodniczącym Komitetu Kultury Fizycznej i Sportu Rady Ministrów Estońskiej SRR i od 1959 przewodniczącym Biura Organizacyjnego Estońskich Republikańskich Zjednoczeń i Organizacji. Od 17 lutego 1960 do 27 września 1961 był zastępcą członka KC KPE, od 8 czerwca 1961 do 6 lipca 1972 sekretarzem Prezydium Rady Najwyższej Estońskiej SRR, a 1961-1964 przewodniczącym Federacji Lekkoatletyki Estońskiej SRR. Był dwukrotnie odznaczony Orderem Czerwonego Sztandaru Pracy.